# 狄利克雷判别法
狄利克雷判别法（Dirichlet test）是一个级数审敛法，以数学家约翰·彼得·狄利克雷命名。
给定两个实数级数{\displaystyle \{a_{n}\}}和{\displaystyle \{b_{n}\}}，如果级数满足
- {\displaystyle a_{n}\geq a_{n+1}>0}
- {\displaystyle \lim _{n\rightarrow \infty }a_{n}=0}
- {\displaystyle \left|\sum _{n=1}^{N}b_{n}\right|\leq M}对于所有正整数{\displaystyle N}

其中M是某个常数，那么级数{\displaystyle \sum _{n=1}^{\infty }a_{n}b_{n}}收敛。
狄利克雷判别法的一个推论，是更加常用的交错级数判别法：
{\displaystyle b_{n}=(-1)^{n}\Rightarrow \left|\sum _{n=1}^{N}b_{n}\right|\leq 1}。
另外一个推论是当{\displaystyle \{a_{n}\}}是一个趋于零的递减数列时，{\displaystyle \sum _{n=1}^{\infty }a_{n}\sin n}
收敛。